# 3655-ös busz
A 3655-ös jelzésű autóbuszvonal helyközi autóbuszjárat Gyöngyös és Kékestető valamint Mátraszentimre között, melyet a MÁV Személyszállítási Zrt. lát el.

## Közlekedése
A járat Gyöngyöst és Kékestetőt, valamint Mátraszentimrét köti össze. Menetideje 1 és 2 óra között változik a különböző útvonalak miatt. Gyöngyösön egyes járatok végállomása a vasútállomás. Az első Gyöngyösről induló járat Gyöngyössolymoson keresztül közlekedik.
Gyöngyös és Kékestető között kilenc járat, Kékestető és Gyöngyös között nyolc járat szállítja az utasokat. Ezen felül egy járatpár Mátraháza és Kékestető között közlekedik. Egyes járatok korlátozó jelzésekkel közlekednek, csak munkanapokon, csak szabad és munkaszüneti napokon, csak iskolai előadási napok kivételével naponta.
Gyöngyös és Mátraszentimre között hét járatpár szállítja az utasokat, egyik járatpár munkaszüneti napokon nem közlekedik. Mátraszentimre felé hat járat, Gyöngyös felé négy járat tér be Mátraszentistvánba.
Egy járat Gyöngyös és Mátrafüred között közlekedik munkanapokon, egy másik járat Mátrafüred és Gyöngyös között iskolai előadási napokon.

## Megállóhelyei
| 3655 (Gyöngyös – Mátraháza – Kékestető – Mátraszentimre) | 3655 (Gyöngyös – Mátraháza – Kékestető – Mátraszentimre) | 3655 (Gyöngyös – Mátraháza – Kékestető – Mátraszentimre) | 3655 (Gyöngyös – Mátraháza – Kékestető – Mátraszentimre) | 3655 (Gyöngyös – Mátraháza – Kékestető – Mátraszentimre) | 3655 (Gyöngyös – Mátraháza – Kékestető – Mátraszentimre) | 3655 (Gyöngyös – Mátraháza – Kékestető – Mátraszentimre) | 3655 (Gyöngyös – Mátraháza – Kékestető – Mátraszentimre) |
| Sorszám (↓)                                              | Sorszám (↓)                                              | Sorszám (↓)                                              | Megállóhely                                              | Sorszám (↑)                                              | Sorszám (↑)                                              | Átszállási kapcsolatok |                                                          |
| -------------------------------------------------------- | -------------------------------------------------------- | -------------------------------------------------------- | -------------------------------------------------------- | -------------------------------------------------------- | -------------------------------------------------------- | --- | -------------------------------------------------------- |
|                                                          | 0                                                        | 0                                                        | Gyöngyös, vasútállomás végállomás                        | 33                                                       | 13                                                       | 1A 1305, 1515 3492, 3656, 3677, 3678, 3680, 3694, 3699 személyvonat, Mátra InterRégió |                                                          |
| 0                                                        | 1                                                        | 1                                                        | Gyöngyös, autóbusz-állomás                               | 32                                                       | 12                                                       | 1A 411, 413, 415 1040, 1044, 1045, 1046, 1049, 1050, 1054, 1066, 1068, 1069, 1301, 1305, 1308, 1348, 1402, 1427, 1469, 1515 3445, 3448, 3471, 3492, 3602, 3604, 3612, 3650, 3651, 3652, 3656, 3660, 3661, 3662, 3663, 3664, 3665, 3666, 3670, 3671, 3673, 3675, 3676, 3677, 3678, 3680, 3681, 3685, 3688, 3691, 3693, 3694, 3696, 3697, 3698, 3699, 4602, 4653 |                                                          |
| 1                                                        | 2                                                        | 2                                                        | Gyöngyös, Mátrai úti ABC                                 | 31                                                       | 11                                                       | 1, 1A 3471, 3492, 3651, 3656, 3662, 3664, 3694, 3696, 3699 |                                                          |
| 2                                                        | 3                                                        | 3                                                        | Gyöngyös, Főiskola                                       | 30                                                       | 10                                                       | 1, 1A 1044, 1045, 1046, 1515 3471, 3492, 3604, 3651, 3656, 3662, 3664 |                                                          |
| ∫                                                        | 4                                                        | 4                                                        | Gyöngyös, Kollégium                                      | 29                                                       | 9                                                        | 1044, 1045, 1046, 1515 3471, 3492, 3604, 3656, 3662, 3664 |                                                          |
| 3                                                        | ∫                                                        | ∫                                                        | Gyöngyös, Diófa utca                                     | ∫                                                        | ∫                                                        | 1, 1A 3650, 3652, 3661, 3691, 3697 |                                                          |
| 4                                                        | ∫                                                        | ∫                                                        | Gyöngyös, Petőfi utca 174.                               | ∫                                                        | ∫                                                        | 1, 1A 3650, 3652, 3661, 3691, 3697 |                                                          |
| 5                                                        | ∫                                                        | ∫                                                        | Gyöngyös, Diósmalom utca                                 | ∫                                                        | ∫                                                        | 1, 1A 3650, 3652, 3661, 3691, 3697 |                                                          |
| 6                                                        | ∫                                                        | ∫                                                        | Gyöngyössolymos, Szabadság utca 52.                      | ∫                                                        | ∫                                                        | 3650, 3651, 3652, 3661, 3691, 3697 |                                                          |
| 7                                                        | ∫                                                        | ∫                                                        | Gyöngyössolymos, Szabadság utca 86.                      | ∫                                                        | ∫                                                        | 3650, 3651, 3652, 3661, 3691, 3697 |                                                          |
| 8                                                        | ∫                                                        | ∫                                                        | Gyöngyössolymos, autóbusz-váróterem                      | ∫                                                        | ∫                                                        | 3650, 3651, 3652, 3661, 3691, 3697 |                                                          |
| 9                                                        | ∫                                                        | ∫                                                        | Gyöngyössolymos, Bartók Béla utca                        | ∫                                                        | ∫                                                        | 3650, 3651, 3661, 3691, 3697 |                                                          |
| 10                                                       | 5                                                        | 5                                                        | Gyöngyössolymosi elágazás                                | 28                                                       | 8                                                        | 3650, 3651, 3656, 3661, 3662, 3664 |                                                          |
| 11                                                       | 6                                                        | 6                                                        | Mátrafüred, Erdész utca                                  | 27                                                       | 7                                                        | 1044, 1045, 1046 3471, 3492, 3650, 3651, 3656, 3661, 3662, 3664, 3673, 3691, 3697 |                                                          |
| 12                                                       | 7                                                        | 7                                                        | Mátrafüred, autóbusz-váróterem végállomás                | 26                                                       | 6                                                        | 1044, 1045, 1046, 1515 3471, 3492, 3604, 3650, 3651, 3656, 3661, 3662, 3664, 3673 |                                                          |
| 13                                                       | 8                                                        | 8                                                        | Sástó                                                    | 25                                                       | 5                                                        | 1044, 1045, 1046, 1515 3471, 3492, 3604, 3651, 3656 |                                                          |
| 14                                                       | 9                                                        | 9                                                        | Mátraháza, Üdülők                                        | 24                                                       | 4                                                        | 1044, 1045, 1046, 1515 3471, 3492, 3604, 3651, 3656 |                                                          |
| 15                                                       | 10                                                       | 10                                                       | Mátraháza, Szanatórium                                   | 23                                                       | 3                                                        | 1044, 1045, 1046, 1515 3471, 3492, 3604, 3651, 3656 |                                                          |
| 16                                                       | 11                                                       | 11                                                       | Mátraháza, autóbusz-állomás                              | 22                                                       | 2                                                        | 1044, 1045, 1046, 1515 3471, 3492, 3604, 3651, 3656 |                                                          |
| ∫                                                        | ∫                                                        | 12                                                       | Mátraháza, Veronika-rét                                  | ∫                                                        | 1                                                        | 1045 3651 |                                                          |
| ∫                                                        | ∫                                                        | 13                                                       | Kékestető, Mátrai Gyógyintézet végállomás                | ∫                                                        | 0                                                        | 1045 3651 |                                                          |
| 17                                                       | 12                                                       |                                                          | Mátraháza, Honvéd üdülő                                  | 21                                                       |                                                          | 1044, 1046, 1515 3471, 3492, 3604, 3656 |                                                          |
| 18                                                       | 13                                                       |                                                          | Mátraháza, Vörösmarty turistaház                         | 20                                                       |                                                          | 1044, 1046, 1515 3471, 3492, 3604, 3656 |                                                          |
| 19                                                       | 14                                                       |                                                          | Mátraháza, KM. kig. telep                                | 19                                                       |                                                          | 1044 |                                                          |
| 20                                                       | 15                                                       |                                                          | Nyírjes (Mátra)                                          | 18                                                       |                                                          | 1044 |                                                          |
| 21                                                       | 16                                                       |                                                          | Nyírjesi kőbánya                                         | 17                                                       |                                                          | 1044 |                                                          |
| 22                                                       | 17                                                       |                                                          | Mátraszentimre, Rudolftanyai elágazás                    | 16                                                       |                                                          | 1044 |                                                          |
| 23                                                       | 18                                                       |                                                          | Galya, alsó                                              | 15                                                       |                                                          | 1044 |                                                          |
| 24                                                       | 19                                                       |                                                          | Galyatető, Fenyő üdülő                                   | 14                                                       |                                                          | 1044 |                                                          |
| 25                                                       | 20                                                       |                                                          | Galyatető, Kodály Zoltán sétány                          | 13                                                       |                                                          | 1044 3657 |                                                          |
| 26                                                       | 21                                                       |                                                          | Csillagvizsgáló bejárati út (Mátra)                      | 12                                                       |                                                          | 1044 3657 |                                                          |
| 27                                                       | 22                                                       |                                                          | Piszkéstető                                              | 11                                                       |                                                          | 1044 3657 |                                                          |
| 28                                                       | 23                                                       |                                                          | Mátraszentistváni elágazás                               | 10                                                       |                                                          | 1044 3657 |                                                          |
| 29                                                       | 24                                                       |                                                          | Mátraszentistván, Sípark                                 | 9                                                        |                                                          | 1044 3657 |                                                          |
| 30                                                       | 25                                                       |                                                          | Mátraszentistván, Bartók Béla út                         | 8                                                        |                                                          | 3657 |                                                          |
| 31                                                       | 26                                                       |                                                          | Mátraszentlászló, Központ                                | 7                                                        |                                                          | 1044 3657 |                                                          |
| 32                                                       | 27                                                       |                                                          | Mátraszentistván, Központ                                | 6                                                        |                                                          | 1044 3657 |                                                          |
| 33                                                       | 28                                                       |                                                          | Mátraszentlászló, Központ                                | 5                                                        |                                                          | 1044 3657 |                                                          |
| 34                                                       | 29                                                       |                                                          | Mátraszentistván, Sípark                                 | 4                                                        |                                                          | 1044 3657 |                                                          |
| 35                                                       | 30                                                       |                                                          | Mátraszentistváni elágazás                               | 3                                                        |                                                          | 1044 3657 |                                                          |
| ∫                                                        | ∫                                                        |                                                          | Mátraszentimre, Mavart                                   | 2                                                        |                                                          | 1044 3657 |                                                          |
| 36                                                       | 31                                                       |                                                          | Mátraszentimre, Központ                                  | 1                                                        |                                                          | 1044 3657 |                                                          |
| 37                                                       | 32                                                       |                                                          | Mátraszentimre, Vadvirág turistaház végállomás           | 0                                                        |                                                          | 1044 3657 |                                                          |